# Élections législatives de 1876 en Tarn-et-Garonne
Les élections législatives de 1876 ont eu lieu les 20 février et 5 mars.

## Résultats à l'échelle du département
| Partis         | Partis         | Premier tour | Premier tour | Deuxième tour | Deuxième tour | Sièges |
| Partis         | Partis         | Voix         | %            | Voix          | %             | Sièges |
| -------------- | -------------- | ------------ | ------------ | ------------- | ------------- | ------ |
|                | Centre gauche  | 21 443       | 35,81        | 7 477         | 26,20         | 2      |
|                | Bonapartistes  | 17 503       | 29,23        | 15 974        | 55,97         | 2      |
|                | Centre droit   | 16 209       | 27,07        |               |               | 0      |
|                | Républicains   | 4 732        | 7,90         | 5 091         | 17,84         | 0      |
|                |                |              |              |               |               |        |
| Inscrits       | Inscrits       | 71 580       | 100,00       | 35 452        | 100,00        | 4      |
| Votants        | Votants        | 60 228       | 84,14        | 28 885        | 81,48         |        |
| Abstentions    | Abstentions    | 11 352       | 15,86        | 6 567         | 18,52         |        |
| Blancs et nuls | Blancs et nuls | 341          | 0,57         | 343           | 1,19          |        |
| Exprimés       | Exprimés       | 59 887       | 99,43        | 28 542        | 98,81         |        |

## Résultats par arrondissement

### Arrondissement de Castelsarrasin
| Candidats      | Candidats       | Étiquette      | Premier tour | Premier tour |
| Candidats      | Candidats       | Étiquette      | Voix         | %            |
| -------------- | --------------- | -------------- | ------------ | ------------ |
|                | Joseph Lasserre | Centre gauche  | 9 643        | 51,49        |
|                | Louis Buffet    | Centre droit   | 9 084        | 48,51        |
|                |                 |                |              |              |
| Inscrits       | Inscrits        | Inscrits       | 21 616       | 100,00       |
| Votants        | Votants         | Votants        | 18 812       | 87,03        |
| Abstention     | Abstention      | Abstention     | 2 804        | 12,97        |
| Blancs et nuls | Blancs et nuls  | Blancs et nuls | 85           | 0,45         |
| Exprimés       | Exprimés        | Exprimés       | 18 727       | 99,55        |

### Arrondissement de Moissac
| Candidats      | Candidats      | Étiquette      | Premier tour | Premier tour | Deuxième tour | Deuxième tour |
| Candidats      | Candidats      | Étiquette      | Voix         | %            | Voix          | %             |
| -------------- | -------------- | -------------- | ------------ | ------------ | ------------- | ------------- |
|                | Pierre Chabrié | Centre gauche  | 6 012        | 40,75        | 7 477         | 51,56         |
|                | Brassier       | Bonapartiste   | 4 617        | 31,29        | 7 024         | 48,44         |
|                | Trubert        | Centre droit   | 4 126        | 27,96        |               |               |
|                |                |                |              |              |               |               |
| Inscrits       | Inscrits       | Inscrits       | 17 609       | 100,00       | 17 609        | 100,00        |
| Votants        | Votants        | Votants        | 14 805       | 84,08        | 14 676        | 83,34         |
| Abstention     | Abstention     | Abstention     | 2 804        | 15,92        | 2 933         | 16,66         |
| Blancs et nuls | Blancs et nuls | Blancs et nuls | 50           | 0,34         | 175           | 1,19          |
| Exprimés       | Exprimés       | Exprimés       | 14 755       | 99,66        | 14 501        | 98,81         |

### Arrondissement de Montauban

#### 1recirconscription
| Candidats      | Candidats                | Étiquette          | Premier tour | Premier tour | Deuxième tour | Deuxième tour |
| Candidats      | Candidats                | Étiquette          | Voix         | %            | Voix          | %             |
| -------------- | ------------------------ | ------------------ | ------------ | ------------ | ------------- | ------------- |
|                | Adrien Joseph Prax-Paris | Bonapartiste       | 6 994        | 47,50        | 8 950         | 63,74         |
|                | Gustave Garrisson        | Républicain modéré | 4 732        | 32,14        | 5 091         | 36,26         |
|                | Debreil                  | Centre droit       | 2 999        | 20,37        |               |               |
|                |                          |                    |              |              |               |               |
| Inscrits       | Inscrits                 | Inscrits           | 17 843       | 100,00       | 17 843        | 100,00        |
| Votants        | Votants                  | Votants            | 14 757       | 82,70        | 14 209        | 79,63         |
| Abstention     | Abstention               | Abstention         | 3 086        | 17,30        | 3 634         | 20,37         |
| Blancs et nuls | Blancs et nuls           | Blancs et nuls     | 32           | 0,22         | 168           | 1,18          |
| Exprimés       | Exprimés                 | Exprimés           | 14 725       | 99,78        | 14 041        | 98,82         |

#### 2ecirconscription
| Candidats      | Candidats                | Étiquette      | Premier tour | Premier tour |
| Candidats      | Candidats                | Étiquette      | Voix         | %            |
| -------------- | ------------------------ | -------------- | ------------ | ------------ |
|                | Adrien Joseph Prax-Paris | Bonapartiste   | 5 892        | 50,45        |
|                | Léon Pagès               | Centre gauche  | 5 788        | 49,55        |
|                |                          |                |              |              |
| Inscrits       | Inscrits                 | Inscrits       | 14 512       | 100,00       |
| Votants        | Votants                  | Votants        | 11 854       | 81,68        |
| Abstention     | Abstention               | Abstention     | 2 658        | 18,32        |
| Blancs et nuls | Blancs et nuls           | Blancs et nuls | 174          | 1,47         |
| Exprimés       | Exprimés                 | Exprimés       | 11 680       | 98,53        |